# Solares
Solares és un lloc de Cantàbria pertanyent al municipi de Medio Cudeyo. Està situat en la part occidental de la comarca de Trasmiera. Prop d'aquesta localitat es troben els nuclis de Valdecilla, Ceceñas, Sobremazas, El Bosque i Heras. Segons l'Institut Nacional d'Estadística d'Espanya, l'any 2010 Solares tenia 4.009 habitants censats.

## Història
A Solares es troben el jaciment de l'alta edat mitjana de Pico Castillo; el Palau dels Marquesos de Valbuena, ordenat construir per l'Arquebisbe de Saragossa, Antonio Ibáñez de la Riva Herrera; el palau de la família Rubalcaba, edificat als segles xvii i XVIII; i l'Ermita de Sant Pedruco (segles XII-XIII).
Es troben mostres d'arquitectura del segle xii, com la residència particular Vila Arres i el complex balneari construït el 1827 al voltant de la deu de Fuencaliente i a la planta embotelladora d'Agua de Solares, propera al riu Miera.